# TOI-1075 b
TOI-1075 b est la plus grosse super-Terre jamais découverte en date de 2022. La NASA l'a décelée grâce au Transiting Exoplanet Survey Satellite (TESS) à 200 années-lumière du Système solaire. Par ailleurs, cette exoplanète se situe dans l'écart de Fulton. Cette planète a été découverte par la méthode du transit. Son rayon fait 1,7 x celui de notre terre. Sa masse fait 9,95 x celle de notre terre. Cette planète met  14h à tourner autour de son étoile ce qui fait qu'elle est ultra chaude. En effet la température de celle-ci est à peu près 1050 degrés Celsius.
TOI-1075, l'étoile autour de laquelle orbite cette planète tous les 0,6 jour, a une taille équivalente à un peu plus de la moitié du Soleil (environ 60 %). Sa magnitude apparente est d'environ 13.

## Caractéristiques
- Statut : Confirmé
- Distance orbitale calculée:  0,0118 (UA)
- Période orbitale (années) : 0,0017
- Période orbitale (observée/estimée) : 0,60 Jours
- Gravité de surface (G Terre) : 1,3980
- Rayonnement des étoiles à la frontière atmosphérique[Quoi ?] : 700300.0(W/m2)[2]